# Долењи Новаки
Долењи Новаки (словен. Dolenji Novaki, итал. Novacchi Inferiore) је насељено место у општини Церкно, Горишка регија, Словенија.

## Историја
До територијалне реорганизације у Словенији били су у саставу старе општине Идрија.

## Становништво
У попису становништва из 2011. године, Долењи Новаки су имали 201 становника.
| Број становника према пописима | Број становника према пописима | Број становника према пописима |
| ------------------------------ | ------------------------------ | ------------------------------ |
| 1991                           | 2002                           | 2011                           |
| 200                            | 206                            | 201                            |

Напомена: Године 2016. извршена је мања размена територије између насеља Долењи Новаки и Горењи Новаки.

## Галерија
- панорама
- пејзаж